# Pulsano
Pulsano és un municipi de la província de Tàrent, a la regió de la Pulla, Itàlia, a uns 5 km de la costa jònica, al Golf de Tàrent. El 2022 tenia una població estimada d'11.131 habitants.